# Joël Piroe
Joël Mohammed Ramzan Piroe (* 2. August 1999 in Wijchen) ist ein niederländischer Fußballspieler. Der Mittelstürmer steht bei Leeds United unter Vertrag und gehörte auch zum Kader der niederländischen Nachwuchsnationalmannschaften.

## Karriere

### Verein
Joël Piroe wurde unweit der deutschen Grenze in Wijchen in der Provinz Gelderland geboren und spielte unter anderem bei Feyenoord Rotterdam, bevor er zur Saison 2014/15 zur PSV Eindhoven wechselte. Am 9. Dezember 2016 gab er bei der 0:1-Niederlage im Zweitligaspiel bei der Zweitvertretung von Ajax Amsterdam sein Debüt für die zweite Mannschaft für die zweite Mannschaft des PSV. Da Piroe nur für die Zweitvertretung des Topclubs zum Einsatz kam, wurde er im August 2019 an Sparta Rotterdam verliehen. Dort kam er regelmäßig zum Einsatz, stand aber nicht immer in der Startelf. Die Saison 2019/20 wurde später wegen der COVID-19-Pandemie abgebrochen. Joël Piroe kehrte daraufhin zur PSV Eindhoven zurück, konnte sich allerdings in der Profimannschaft des Vereins nicht durchsetzen.
Im Sommer 2021 wechselte er zum in der zweithöchsten englischen Spielklasse spielenden walisischen Verein Swansea City. In der neuen Liga fand sich der Angreifer sehr gut zurecht und erzielte 22 Tore in der EFL Championship 2021/22. Der damit zu den fünf besten Torschützen zählende Piroe beendete die Saison mit Swansea als Tabellenfünfzehnter. In der Folgesaison war er weiterhin treffsicher und schoss 19 Tore. Somit war er der viertbeste Torschütze der Liga in der Saison 2022/23.
Im August 2023 wechselte er zu Leeds United.

### Nationalmannschaft
Joël Piroe spielte mindestens einmal für die niederländische U15-Nationalmannschaft. 2015 kam er 2 Mal (1 Tor) für die U16-Junioren. 2016 lief Piroe in 4 Länderspielen für die U18-Nationalmannschaft auf. In der Folgezeit spielte er von 2017 bis 2018 in 14 Spielen (8 Tore) für die niederländische U19-Junioren und nahm mit der Mannschaft an der U19-Europameisterschaft 2017 teil, wo die Niederländer das Halbfinale erreichten (0:1 gegen den späteren Titelträger Portugal). Die Qualifikation für die U19-Europameisterschaft 2018 wurde verpasst. Zuletzt war Joël Piroe für die niederländische U20-Auswahl zum Einsatz gekommen, für die er von 2018 bis 2019 auflief, dabei absolvierte er 4 Partien (1 Tor).